# Mézériat
Mézériat är en kommun i departementet Ain i regionen Auvergne-Rhône-Alpes i östra Frankrike. Kommunen ligger  i kantonen Châtillon-sur-Chalaronne som ligger i arrondissementet Bourg-en-Bresse. Kommunens areal är 19,17 km². År 2022 hade Mézériat 2 179 invånare.

## Befolkningsutveckling
Antalet invånare i kommunen Mézériat
Referens: INSEE